# Харцыз, Ярослав Сергеевич
Ярослав Сергеевич Харцыз (укр. Ярослав Сергійович Харциз; род. 7 мая 1997, Харьков) — непобеждённый украинский боксёр-профессионал, выступающий в первой полусредней весовой категории. Участник Олимпийских игр 2020 года. Мастер спорта Украины международного класса. 
Лучшая позиция по рейтингу BoxRec — 158-я (июнь 2024) и является 4-м среди украинских боксёров 1-й полусредней весовой категории и входя в ТОП-200 лучших первого полусреднего веса.

## Биография
Тренер — Виталий Знак. Занимался в харьковском клубе «Динамо». Участник чемпионата Европы для боксёров до 22 лет в румынском городе Тыргу-Жиу в 2018 году.

## Любительский бокс
Ярослав Харцыз стал победителем чемпионата Украины по боксу среди мужчин до 22 лет в городе Кропивницкий в октябре 2017 года в весовой категории до 64 килограмм. На взрослом чемпионате Украины во Львове в ноябре 2017 года Харцыз стал вторым в весе до 64 килограммам, уступив Мгеру Оганесяну. Впоследствии он побеждал на чемпионатах Украины 2018 года в Харькове, 2019 года в Мариуполе и 2022 года в Ивано-Франковске. Серебряные медали украинского первенства харьковчанин также брал на турнирах в Одессе в 2021 и 2023 годах.
Участвовал на болгарском турнире Странджа в 2019 (1/4 финала), 2020 (золото), 2022 (серебро) и 2024 (бронза). На Европейских играх 2019 года дошёл до четвертьфинала, где уступил британцу Люку Маккормаку. Победитель Мемориала Виктора Ливенцева 2019 года.
Ярослав Харцыз на квалификационном турнире получил право выступить на Олимпийских играх 2020 в Токио. На соревнованиях 24-летний украинец выбыл после первого боя с Джавидом Челебиевым (Азербайджан).
Участник чемпионата Европы по боксу 2022 года в Ереване (1/4 финала). Золотой призёр мемориала Иштвана Бочкаи 2023 года (Венгрия). На Европейских играх 2023 года выбыл на стадии 1/16 финала.
Харцыз не смог получить олимпийскую лицензию на соревнования 2024 года в Париже, уступив в квалификации кубинцу Эрисланду Альваресу. Главный тренер сборной Украины Дмитрий Сосновский заявил после этого, что Харцыз окончательно перейдёт из любительского бокса в профессиональный.

## Профессиональный бокс
Подписал контракт с промоутерской компанией K2 Promotions Ukraine и дебютировал в профессиональном боксе 28 января 2023 года в Польше против Марьяна Весоловского. В поединке в городе Новы-Сонч украинец одержал победу. 15 апреля 2024 года в Згожелеце (Польша) провел второй бой в стартовом раунде нокатировав Петра Рандышека (2-1, 2 КО). В своём третьем поединке в профессионалах нанёс первое в карьере поражение поляку Конраду Чайковскому в андеркарте боя Усик — Дюбуа. Харцыз победил по очкам единогласным решением (40—36, 40—36, 40—36).
9 декабря 2023 года в Киеве (Украина) состоялся вечер бокса от промоутерских компаний Top Boxing Generation и Balu Fighting League Pro. Харцыз победил опытнейшего Артёма Айвазиди (12-25-2) техническим нокаутом в 3-м раунде.
28 сентября 2024 года в Винниках (Львовская область, Украина) состоялся 5-й профессиональный бой. Сопернком выступил Хосе Эдгардо Пердомо (4-19-1) из Аргентины. Во 2-й трехминутке Харцыз послал уругвайца на пол ударом по корпусу. Оппонент отказался от продолжения боя. ТКО2. 
1 марта 2025 года в Киеве в вечере бокса от промоутерской компании Top Boxing Generation нокаутировал Ронана Санчеса (6-4-1). Бой закончился после второго падения.
ТКО 3.
7 июня 2025 года в Киеве (Украина) принял участие в вечере от Top Boxing Generation. Казахстанец Дастан Садуулы (13-3, 13 КО) дважды оказывался на полу после ударов по корпусу. После второго нокдауна угол казахстанца принял решение остановить бой. ТКО 1.